# New Freezer
New Freezer è un singolo del rapper statunitense Rich the Kid in collaborazione con il rapper Kendrick Lamar, il primo estratto dall'album in studio The World Is Yours e pubblicato il 26 settembre 2017. Il 30 ottobre 2017, viene pubblicato su Youtube il video del singolo dove recitano entrambi gli artisti.

## Tracce
Testi e musiche di Dimitri Roger, Kendrick Duckworth, Ben Jayne.
1. New Freezer – 3:14

## Video
Il videoclip è stato pubblicato il 30 ottobre 2017 sul canale Vevo-YouTube di Rich the Kid ed è diretto da Dave Free e Jack Begert.

## Classifiche

### Classifiche settimanali
| Classifica (2017)         | Posizione massima |
| ------------------------- | ----------------- |
| Canada                    | 66                |
| Stati Uniti               | 41                |
| Stati Uniti (R&B/Hip-Hop) | 20                |
| Stati Uniti (Rhythmic)    | 40                |

### Classifiche di fine anno
| Classifica (2018)         | Posizione |
| ------------------------- | --------- |
| Stati Uniti (R&B/Hip-Hop) | 54        |